# Вулиця Корецька (Львів)
Ву́лиця Ко́рецька — вулиця в Личаківському районі Львова, у місцевості Знесіння. Пролягає від вулиці Гамалії до вулиці Корейської, паралельно вулицям Миргородській та Поворотній.

## Історія та забудова
Вулиця виникла у складі селища Знесіння, не пізніше 1931 року зафіксовано її офіційну назву — Середня. У 1936 році перейменована на вулицю Гозіуша, на честь польського середньовічного князя-єпископа, кардинала Станіслава Гозія. Сучасну назву вулиця отримала у 1950 році, на честь міста Корець на Рівненщині.
Забудована переважно малоповерховими будинками у стилі конструктивізму 1930-х років, є і сучасні садиби 1990-х—2000-х років. Серед них виділяються кам'яниці під № 1, 5 і 7, зведені наприкінці XIX — на початку XX століття.